# Хумаюн
 Тази статия е за владетеля от 16 век.  За султанския ферман вижте Хатихумаюн.  
Насир уд дин Мохамед Хумаюн е император от династията на Великите Моголи.

## Живот
Син е на Бабур, създател на Моголската империя, от когото наследява престола и управлява между 1530 и 1540 и повторно – между 1555 и 1556 година.
Хумаюн не успява да затвърди властта си над всички територии, завладени от баща му Бабур. Като владетел и военачалник той не притежава способностите да се наложи над вътрешните и външните си противници в една вече не толкова здраво устроена империя като индийската. Тежкото му поражение срещу Шер Шах го кара да търси подслон извън Индия и води до прекъсване на управлението на моголите и за кратко време на власт идва династията Сур. Тахмасп I помага на Хумаюн да се завърне на трона и в знак на благодарност индийският император му подарява провинция Кандахар.
Хумаюн умира на 4 март 1556 година в Делхи, където е погребан в мавзолей, който е един от важните паметници на моголската архитектура.